# 尤尼斯 (新墨西哥州)
尤尼斯（英語：Eunice）是一個位於美國新墨西哥州利縣的城市。

## 人口
根據2020年美國人口普查的數據，尤尼斯的面積為10.63平方千米，當中陸地面積為10.60平方千米，而水域面積為0.02平方千米。當地共有人口3056人，而人口密度為每平方千米287人。